# Viatcheslav Volodine
Pour les articles homonymes, voir Volodine.
Viatcheslav Viktorovitch Volodine (en russe : Вячеслав Викторович Володин), né le 4 février 1964 à Alekseïevka (raïon de Khvalynsk, oblast de Saratov), est un homme d'État russe, président de la Douma d'État de Russie depuis le 5 octobre 2016.

## Biographie
Volodine est élu pour la première fois à la Douma d'État en 1999. En 2001, il devient chef du groupe Patrie — Toutes les Russies à la Douma d'État puis, vice chef du groupe Russie unie. Il est réélu en 2003.
Volodine est vice-Premier ministre entre octobre 2010 et décembre 2011 alors que le Premier ministre est Vladimir Poutine.
En décembre 2011, Volodine est nommé premier directeur adjoint de l'administration présidentielle. Placé sous le contrôle de Vladimir Poutine, il gère les carrières de nombreuses personnalités politiques et influence la presse ainsi que la propagande à destination de la population. En 2014, il déclare : « Une attaque contre Poutine, c'est une attaque contre la Russie. Sans Poutine, il n'y a pas de Russie ». Cependant, à la différence de son prédécesseur Vladislav Sourkov, il n'est pas un intellectuel.
Peu après les élections législatives de septembre 2016 où Russie unie a obtenu la majorité, Poutine propose la candidature de Volodine au poste de président de la Douma d'État, en remplacement de Sergueï Narychkine. Les chefs des partis représentés à la Douma d'État acceptent ce choix.
Volodine est remplacé à son poste de premier directeur adjoint de l'administration présidentielle, poste qui s'occupe des questions de politique intérieure, par Sergueï Kirienko.

## Décorations
Il a le grade civil de conseiller d'État effectif de la fédération de Russie de 1re classe.